# Jurassic Bark
Jurassic Bark (рус.  «Лай Юрского Периода») — седьмой эпизод четвёртого сезона мультсериала «Футурама». Североамериканская премьера этого эпизода состоялась 17 ноября 2002 года.

## Содержание
Фраю случайно попадается на глаза сообщение, что под Новым Нью-Йорком была раскопана невредимая пиццерия «Пануччи» XX века. Он отправляется туда на экскурсию вместе с Бендером. Там Фрай узнаёт в одном из экспонатов мумифицированные останки своего пса. Он вспоминает, как встретил его в августе 1997 года, когда доставлял пиццу по ложному вызову и, узнав об обмане, накормил пса той самой пиццей. С тех пор пёс признал его своим хозяином. Фрай назвал пса Сеймур Эсис («Seymour Asses», в честь того ложного вызова), сокращённо — Сеймур.
Фрай захотел забрать пса из музея, но ему отказали. Лишь устроив акцию протеста, он добился, чтобы ему выдали мумию. Профессор Фарнсворт заявляет, что сможет клонировать собаку, и Фрай с нетерпением ждёт этого события. Лишь только Бендер, лучший друг Фрая, зол и огорчён, изнывая от ревности.
Профессор просит немного времени, чтобы перенастроить Автомат Клонирования с «человека» на «собаку». После этого он обещает, что Сеймур будет жить со всеми своими воспоминаниями.
Во флэшбэке мы видим 31 декабря 1999-го года, когда пёс пытается не пустить Фрая на доставку рокового заказа в «Прикладную Криогенику», но тот не слушается друга и приказывает ждать ему своего возвращения около «Пиццерии Пануччи». 1 января 2000 года Сеймур пытался привести семью Фрая ему на помощь, но из этого ничего не вышло.
Тем временем Фрай начинает подготовку к встрече старого друга: покупает собачьи игрушки и еду, ошейники, всё больше смущая Бендера. Тот пытается отвлечь его от этой затеи, имитируя собачьи повадки и даже принося в дом Робощенка, но всё напрасно.
Наступает ответственный момент: процесс клонирования запущен, источником энергии для него служит лава, плещущаяся под офисом Межпланетного экспресса. В это время Бендер предлагает Фраю сходить на Шоу талантов, но тот просит «отстать от него». В сердце Бендера это стало последней каплей, и он бросает тело Сеймура в лаву, рассчитывая, что уж теперь-то он точно останется единственным другом Фрая.
Профессор заявляет, что щенок насквозь минерализовался, поэтому его клетки ещё можно спасти, несмотря на высокую температуру лавы, и Фрай собирается сам нырнуть в лаву за другом. Лила и Эми с трудом его останавливают и он, понимая, что ничего уже не исправить, рыдает. Видя это, Бендер осознает глубину любви Фрая к Сеймуру и сам ныряет в лаву, рассчитав, что у него есть шанс не расплавиться. Когда уже и Лила готова броситься спасать Бендера, тот появляется с Сеймуром в руках.
Процесс клонирования возобновляется, но тут Фрай узнаёт, что Сеймур умер в возрасте пятнадцати лет, то есть прожил ещё двенадцать лет после исчезновения хозяина. Из этого Фрай делает вывод, что пёс наверняка забыл его к моменту своей смерти, и просит остановить клонирование.
В последнем флэшбэке мы видим, что это не так: все эти годы, невзирая ни на что, Сеймур преданно ждал Фрая у пиццерии и умер на том же месте. Только Фрай этого так и не узнал. Такой итог — скорбная плата всем превратностям судьбы, выражение невозможности иметь представление о чувствах тех, с кем тебя внезапно разлучили на всю жизнь. В конце играет песня Конни Фрэнсис «I will wait for you».

## Персонажи
Список новых или периодически появляющихся персонажей сериала
- Кьюберт Фарнсворт
- Скраффи
- Енси Фрай-Старший
- Енси Фрай-Младший
- Миссис Фрай
- Зубастик
- Дебют: Доктор Бен Билер
- Дебют: Сэймур Эсис
- Дебют: Робощенок
- Мистер Пануччи

## Изобретения будущего
- Автомат клонирования — помогает клонировать даже из бывшего живого организма который являлся Сеймур. Как было показано в одном из серии, появления копии живого существа уйдут больше дня.

## Интересные факты